# Демейоль
Демейо́ль або Демеє́ль (рос. Демэёль, Демэель) — річка в Республіці Комі, Росія, ліва притока річки Когель, правої притоки річки Ілич, правої притоки річки Печора. Протікає територією Троїцько-Печорського району.
Річка протікає на північний захід, захід та південний захід.